# Toronyi Gyula (operaénekes, 1872–1945)
Id. Toronyi Gyula (Pest, 1872. szeptember 10. – Budapest, Józsefváros, 1945. július 25.) magyar operaénekes (tenorista). Fia, Toronyi Gyula is operaénekes volt.

## Életpályája
Toronyi Borbála hajadon gazdasszony fia. Középiskoláját Budapesten végezte el. Pauli Richárd tanította, majd a Színiakadémia diákja lett. 1896-ban Óbudán, Kecskeméten és Pécsett szerepelt. 1902–1903 között Szatmárnémetiben és Nagyváradon játszott. 1904–1906 között a Népszínház tagja volt. 1910-ben Beöthy László a Király Színházhoz szerződtette. 1912–1945 között a Magyar Állami Operaház tagja volt. 1925-ben Prágában és Nürnbergben szerepelt.
Sírja az Új köztemetőben található (28-7-36).

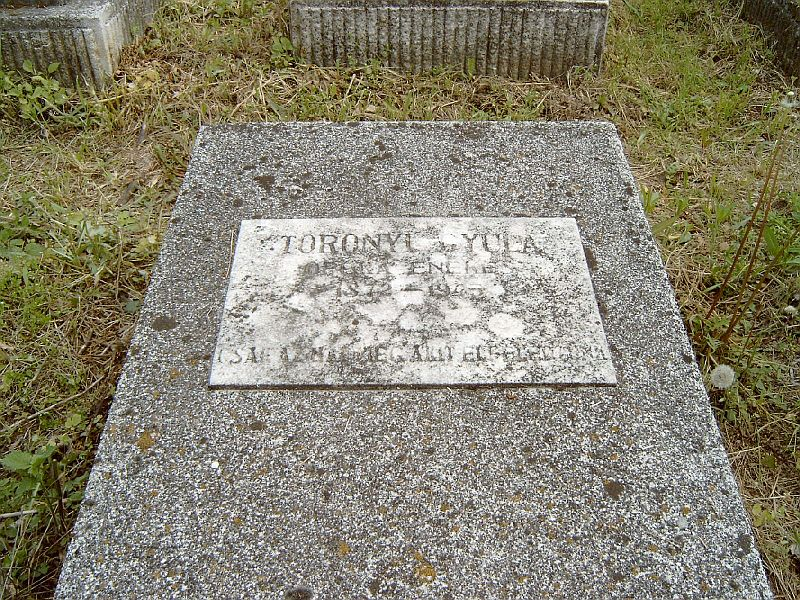
Toronyi Gyula operaénekes (tenorista) sírja Budapesten. Új köztemető: 28-7-36.

## Színházi szerepei
- Ifj. Johann Strauss: A denevér – Frosch
- Puccini: Turandot – Altoum
- Smetana: Eladott menyasszony – Vencel
- Wagner: A Rajna kincse – Mime
- Muszorgszkij: Hovanscsina – Írnok
- ifj. J. Strauss: A cigánybáró – Barinkay
- Offenbach: Hoffmann meséi – Hoffmann

## Művei
- Karnevál (1937)